# Kelviå kyrkosamhälle
Kelviå kyrkosamhälle (finska: Kälviän kirkonseutu) är en tätort (finska: taajama) i Karleby stad (kommun) i landskapet Mellersta Österbotten i Finland. Fram till 2009 var Kelviå kyrkosamhälle centralorten för Kelviå kommun. Vid tätortsavgränsningen den 31 december 2021 hade Kelviå kyrkosamhälle 2 294 invånare och omfattade en landareal av 8,53 kvadratkilometer.